# 1110 dans les croisades
Cette page regroupe les évènements concernant les Croisades qui sont survenus en 1110 : 
- avril-mai : Mawdûd ibn Altûntâsh, atabeg de Moussoul, met le siège devant Édesse[1],[2].
- 13 mai : prise de Beyrouth par les croisés. La cité est confiée à Foulques de Guînes[3].
- juin : Après le siège de Beyrouth, Baudouin Ier marche sur Édesse et oblige Mawdûd à lever le siège[1],[2].
- 4 décembre : Baudouin Ier de Jérusalem et  Sigurd Ier de Norvège prennent Sidon[4].
- Tancrède de Hauteville prend aux Turcs d'Alep Atharîb et Zerdana, dans l'Outre-Oronte[3].
- Eustache Grenier, reçoit le comté de Sidon[5].